# Jumnos ferreroiminettiique
Jumnos ferreroiminettiique är en skalbaggsart som beskrevs av Franz Antoine 1991. Jumnos ferreroiminettiique ingår i släktet Jumnos och familjen Cetoniidae. Utöver nominatformen finns också underarten J. f. chantrainei.